# Fox Lake (Wisconsin)
Fox Lake é uma cidade localizada no estado norte-americano de Wisconsin, no Condado de Dodge.

## Demografia
Segundo o censo norte-americano de 2000, a sua população era de 1454 habitantes.
Em 2006, foi estimada uma população de 1483, um aumento de 29 (2.0%).

## Geografia
De acordo com o United States Census Bureau tem uma área de
3,9 km², dos quais 3,6 km² cobertos por terra e 0,3 km² cobertos por água. Fox Lake localiza-se a aproximadamente 280 m acima do nível do mar.

## Localidades na vizinhança
O diagrama seguinte representa as localidades num raio de 20 km ao redor de Fox Lake.